# Antropología

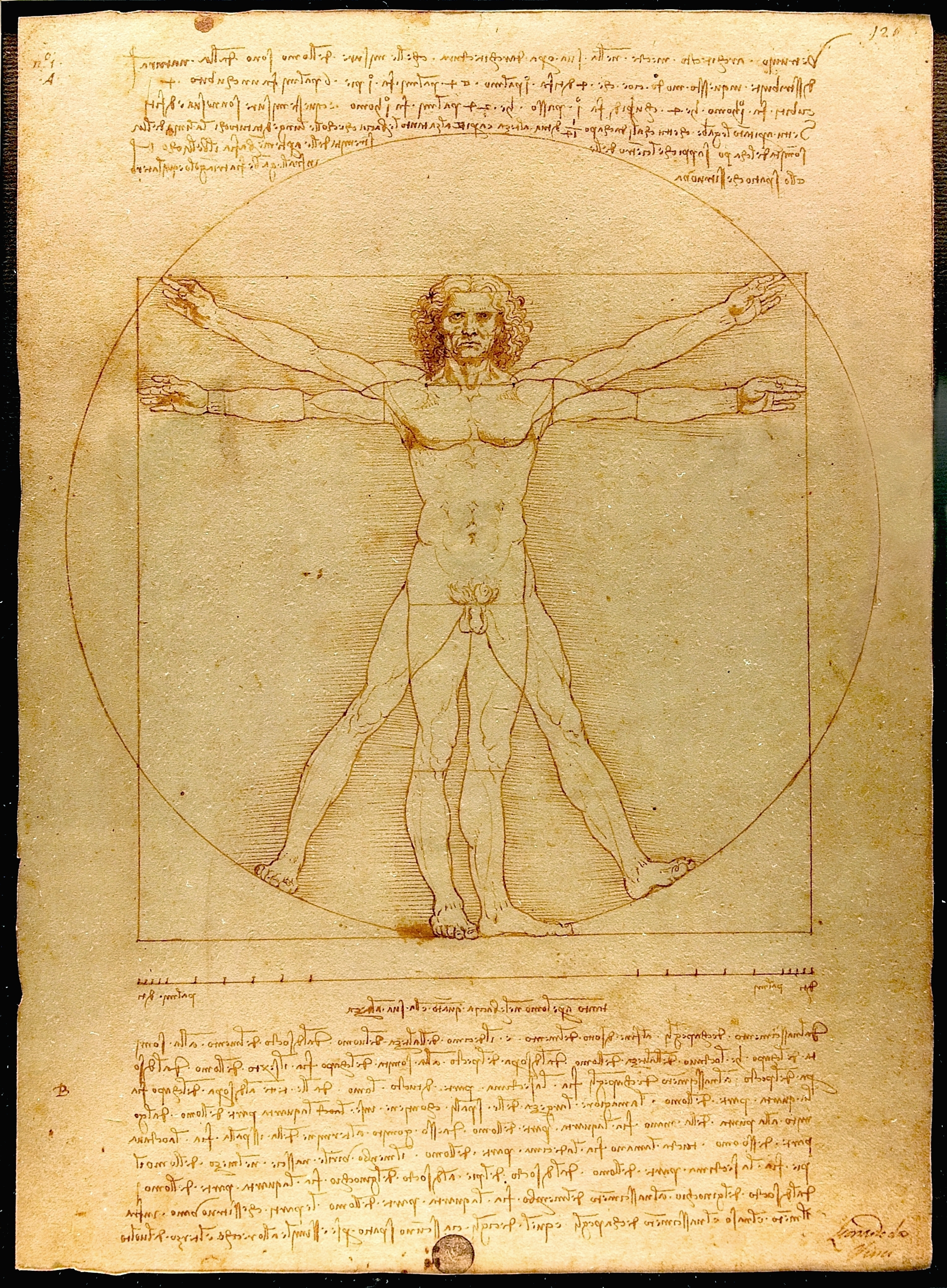
Hombre de Vitruvio.

La antropología  es la ciencia que estudia al ser humano de una forma integral, en sus características físicas como animales y de su cultura. Para abarcar la materia de su estudio, la antropología recurre a herramientas y conocimientos producidos por las ciencias sociales y las ciencias naturales. La aspiración de la disciplina antropológica es producir conocimiento sobre el ser humano en diversas esferas, intentando abarcar tanto las estructuras sociales de la actualidad, la evolución biológica de nuestra especie, el desarrollo y los modos de vida de pueblos que han desaparecido y la diversidad de expresiones culturales y lingüísticas que caracterizan a la humanidad.
Las facetas diversas del ser humano llevaron a una especialización de los campos de la antropología. Cada uno de los campos de estudio del ser humano implicó el desarrollo de disciplinas que mantienen constante diálogo entre ellas. Se trata de la antropología física, la arqueología, la lingüística y la antropología social. Con mucha frecuencia, el término «antropología» solo se aplica a esta última, que a su vez se ha diversificado en numerosas ramas, dependiendo de la orientación teórica, la materia de su estudio o bien, como resultado de la interacción entre la antropología social y otras disciplinas.
La antropología se constituyó como disciplina independiente durante la segunda mitad del siglo XIX. Uno de los factores que favoreció su aparición fue la difusión de la teoría de la evolución, que en el campo de los estudios sobre la sociedad dio origen al evolucionismo social, entre cuyos principales autores se encuentra Herbert Spencer. Los primeros antropólogos pensaban que así como las especies evolucionaban de organismos sencillos a otros más complejos, las sociedades y las culturas de los humanos debían seguir el mismo proceso de evolución hasta producir estructuras complejas como su propia sociedad. Varios de los antropólogos pioneros eran abogados de profesión, de modo que las cuestiones jurídicas aparecieron frecuentemente como tema central de sus obras. A esta época corresponde el descubrimiento de los sistemas de parentesco por parte de Lewis Henry Morgan.
Desde el final del siglo XIX el enfoque adoptado por los primeros antropólogos fue puesto en tela de juicio por las siguientes generaciones. Después de la crítica de Franz Boas a la antropología evolucionista del siglo XIX, la mayor parte de las teorías producidas por los antropólogos de la primera generación se considera obsoleta. A partir de entonces, la antropología vio la aparición de varias corrientes durante el siglo XIX y el XX, entre ellas la escuela culturalista de Estados Unidos, el estructural-funcionalismo, el estructuralismo antropológico, la antropología marxista, el procesualismo, el indigenismo, etc.
La antropología es, sobre todo, una ciencia integradora que estudia al ser humano en el marco de la sociedad y cultura a las que pertenece, y, al mismo tiempo, como producto de estas. Se le puede definir como la ciencia que se ocupa de estudiar el origen y desarrollo de toda la gama de la variabilidad humana y los modos de comportamientos sociales a través del tiempo y el espacio; es decir, del proceso biosocial de la existencia de la especie humana.

## Antecedentes

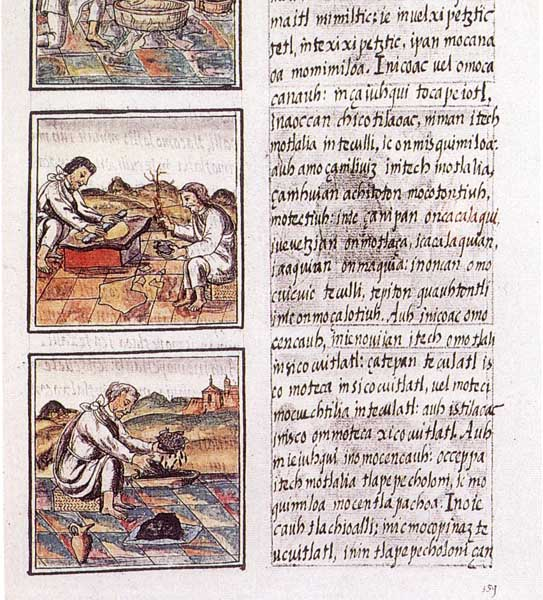
Fruto de la meticulosa investigación de Bernardino de Sahagún es el Códice Florentino. Se considera como antecedente de la etnografía. En la imagen, un folio de esta obra escrito en náhuatl.

Se atribuye al explorador François Péron haber sido quien usó por primera ocasión el término antropología. Péron recogió en esa obra un conjunto de datos sobre los aborígenes de Tasmania, que fueron casi exterminados en los años que siguieron al paso de Péron por la isla. Sin embargo, Péron no fue el primero ni el más antiguo de quienes estaban interesados en la cuestión de la diversidad humana y sus manifestaciones.
El estudio del ser humano es muy antiguo. Heródoto (484-425 a. C.) en sus Historias nos cuenta las diferencias entre los distintos habitantes del mundo (Libia, Egipto, Grecia, Asia Menor), y nos habla de las diferencias de cráneo entre egipcios y persas.
Hipócrates (460-377 a. C.) lanza la teoría de que el medio influye en los caracteres físicos del ser humano, y llama la atención sobre las diferencias de quienes habitan climas distintos.
Aristóteles (384-322 a. C.) estudia al ser humano por ser el animal más complejo. Llama la atención sobre el tamaño de su cráneo, mucho mayor que en el resto de animales, así como sobre su carácter bípedo y que es el único animal capaz de deliberar y reflexionar. Define al hombre como zoon politikón o «animal político».
Algunos autores consideran a fray Bernardino de Sahagún como uno de los antecedentes más notables de la etnografía. De la misma manera que otros misioneros del siglo XVI, Sahagún estaba preocupado por las diversas maneras en que la religión de los indígenas podría confundirse con el cristianismo recién implantado. En el afán de comprender mejor a los pueblos nahuas del centro de Nueva España, Sahagún investigó de manera muy detallada la historia, las costumbres y las creencias de los nahuas antes de la llegada de los españoles. Para hacerlo tuvo que aprender náhuatl. Luego, con el apoyo de algunos de sus informantes, organizó la información obtenida en una obra pensada para un público más o menos amplio. El resultado fue el Códice Florentino, de vital importancia en el conocimiento de la civilización mesoamericana precolombina.
Georges-Louis Leclerc de Buffon, naturalista quien escribió Histoire Naturelle (1749), enlaza las ciencias naturales y la diversidad física de la especie humana (anatomía comparada) con la inquietud por comprender la diversidad de las expresiones culturales de los pueblos. De manera análoga, algunos pensadores de la Ilustración como Montesquieu, Rousseau e incluso el matemático D'Alembert abordaron la materia, y propusieron algunas hipótesis sobre el origen de las relaciones sociales, las formas de gobierno y los temperamentos de las naciones.

## Historia
Durante el siglo XIX, la llamada entonces «antropología general» incluida un amplísimo espectro de intereses, desde la paleontología del cuaternario al folclor europeo, pasando por el estudio comparado de los pueblos aborígenes. Fue por ello una rama de la Historia Natural y del historicismo cultural alemán que se propuso el estudio científico de la historia de la diversidad humana. Tras la aparición de los modelos evolucionistas y el desarrollo del método científico en las ciencias naturales, muchos autores pensaron que los fenómenos históricos también seguirían pautas deducibles por observación. El desarrollo inicial de la antropología como disciplina más o menos autónoma del conjunto de las Ciencias Naturales coincide con el auge del pensamiento ilustrado y posteriormente del positivismo que elevaba la razón como una capacidad distintiva de los seres humanos. Su desarrollo se pudo vincular muy pronto a los intereses del colonialismo europeo derivado de la Revolución Industrial.
Por razones que tienen que ver con el proyecto de la New Republic, y sobre todo con el problema de la gestión de los asuntos indios, la antropología de campo empezó a tener bases profesionales en Estados Unidos en el último tercio del siglo. XIX, a partir del Bureau of American Ethnology y de la Smithsonian Institution. El antropólogo alemán Franz Boas, inicialmente vinculado a este tipo de tarea, institucionalizó académica y profesionalmente la Antropología en Estados Unidos. En la Gran Bretaña victoriana, Edward Burnett Tylor y posteriormente autores como William Rivers y más tarde Bronisław Malinowski y Alfred Reginald Radcliffe-Brown desarrollaron un modelo profesionalizado de Antropología académica. Lo mismo sucedió en Alemania antes de 1918.
En todas las potencias coloniales de principios de siglo hay esbozos de profesionalización de la Antropología que no acabaron de cuajar hasta después de la II Guerra Mundial. En el caso de España puede citarse a Julio Caro Baroja y a diversos africanistas y arabistas que estudiaron las culturas del Norte de África. En todos los países occidentales se incorporó el modelo profesional de la Antropología anglosajona. Por este motivo, la mayor parte de la producción de la Antropología social o cultural antes de 1960 —lo que se conoce como «modelo antropológico clásico»— se basa en etnografías producidas en América, Asia, Oceanía y África, pero con un peso muy inferior de Europa. La razón es que en el continente europeo prevaleció una etnografía positivista, destinada a apuntalar un discurso sobre la identidad nacional, tanto en los países germánicos como en los escandinavos y los eslavos.
Históricamente hablando, el proyecto de Antropología general se componía de cuatro ramas: la lingüística, la arqueología, la antropología biológica y la antropología social, referida esta última como antropología cultural o etnología en algunos países. Estas últimas ponen especial énfasis en el análisis comparado de la cultura —término sobre el que no existe consenso entre las corrientes antropológicas—, que se realiza básicamente por un proceso trifásico, que comprende, en primera instancia, una investigación de gabinete; en segundo lugar, una inmersión cultural que se conoce como etnografía o trabajo de campo y, por último, el análisis de los datos obtenidos mediante el trabajo de campo.

## El objeto de estudio antropológico

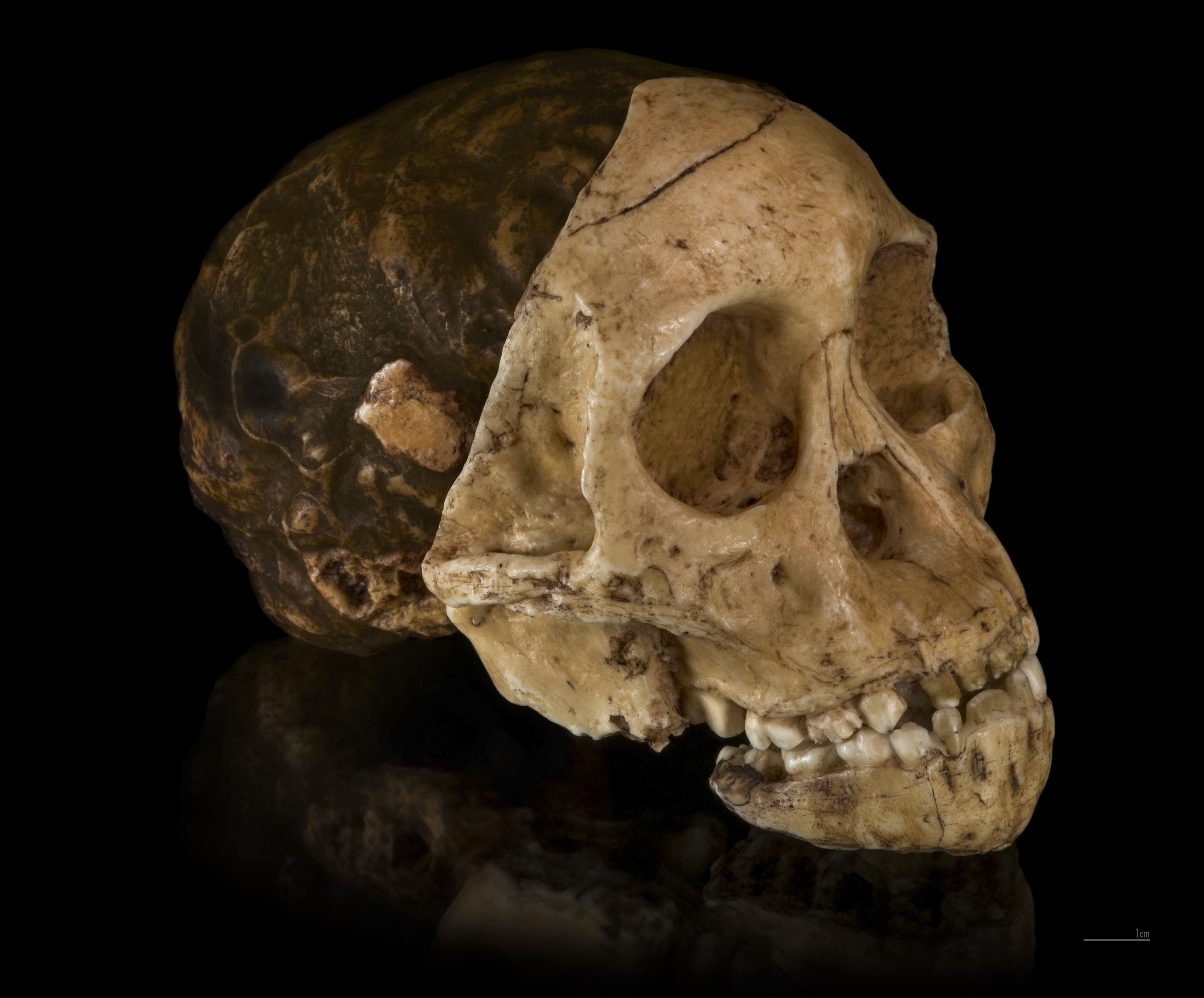
El cráneo del niño de Taung, descubierto en Sudáfrica. Este niño era un Australopithecus africanus, una forma intermedia de hominino.

La materia de estudio de la antropología ha sido materia de debate desde el nacimiento de la disciplina, aunque es común a todas las posturas el compartir la preocupación por producir conocimiento sobre el ser humano. La manera en que se aborda la cuestión es lo que plantea el desacuerdo, porque la materia puede abordarse desde diversos puntos de vista. Sin embargo, desde el inicio la configuración epistemológica de la antropología consistió en la pregunta por el Otro. Esta es una cuestión central en las ciencias y disciplinas antropológicas que se va configurando desde el Renacimiento.
Tras el desarrollo de diferentes tradiciones teóricas en diversos países, entró en debate cuál era el aspecto de la vida humana que correspondía estudiar a la antropología. Para esa época, los lingüistas y arqueólogos ya habían definido sus propios campos de acción. Edward Burnett Tylor, en las primeras líneas del capítulo primero de su obra Cultura primitiva, había propuesto que el objeto era la cultura o civilización, entendida como un «todo complejo» que incluye las creencias, el arte, la moral, el derecho, las costumbres y cualesquiera otros hábitos adquiridos por el ser humano como miembro de una sociedad. Esta propuesta está presente en todas las corrientes de la antropología, ya sea que se declaren a favor o en contra.
Sin embargo, a partir del debate se presenta un fenómeno de constante atomización en la disciplina, a tal grado que para muchos autores —por citar el ejemplo más conocido—, el estudio de la cultura sería el campo de la antropología cultural; el de las estructuras sociales sería facultad de la antropología social propiamente dicha. De esta suerte, Radcliffe-Brown (antropólogo social) consideraba como una disciplina diferente (y errada, por lo demás) la que realizaban Franz Boas y sus alumnos (antropólogos culturales). Según Clifford Geertz, el objeto de la antropología es el estudio de la diversidad cultural.
La antropología es una ciencia que estudia las respuestas del ser humano ante el medio, las relaciones interpersonales y el marco sociocultural en que se desenvuelven, cuyo objeto va a ser el estudio del ser humano en sus múltiples relaciones; además estudia la cultura como elemento diferenciador de los demás seres humanos. Estudia al ser humano en su totalidad, incluyendo los aspectos biológicos y socioculturales como parte integral de cualquier grupo o sociedad. Se convirtió en una ciencia empírica que reunió mucha información, además fue la primera ciencia que introdujo el trabajo de campo y surge de los relatos de viajeros, misioneros, etc. Autores como Manuel Marzal (1998: 16), sostienen que antropología cultural, antropología social y etnología son la misma disciplina.

## Campos de acción de la antropología

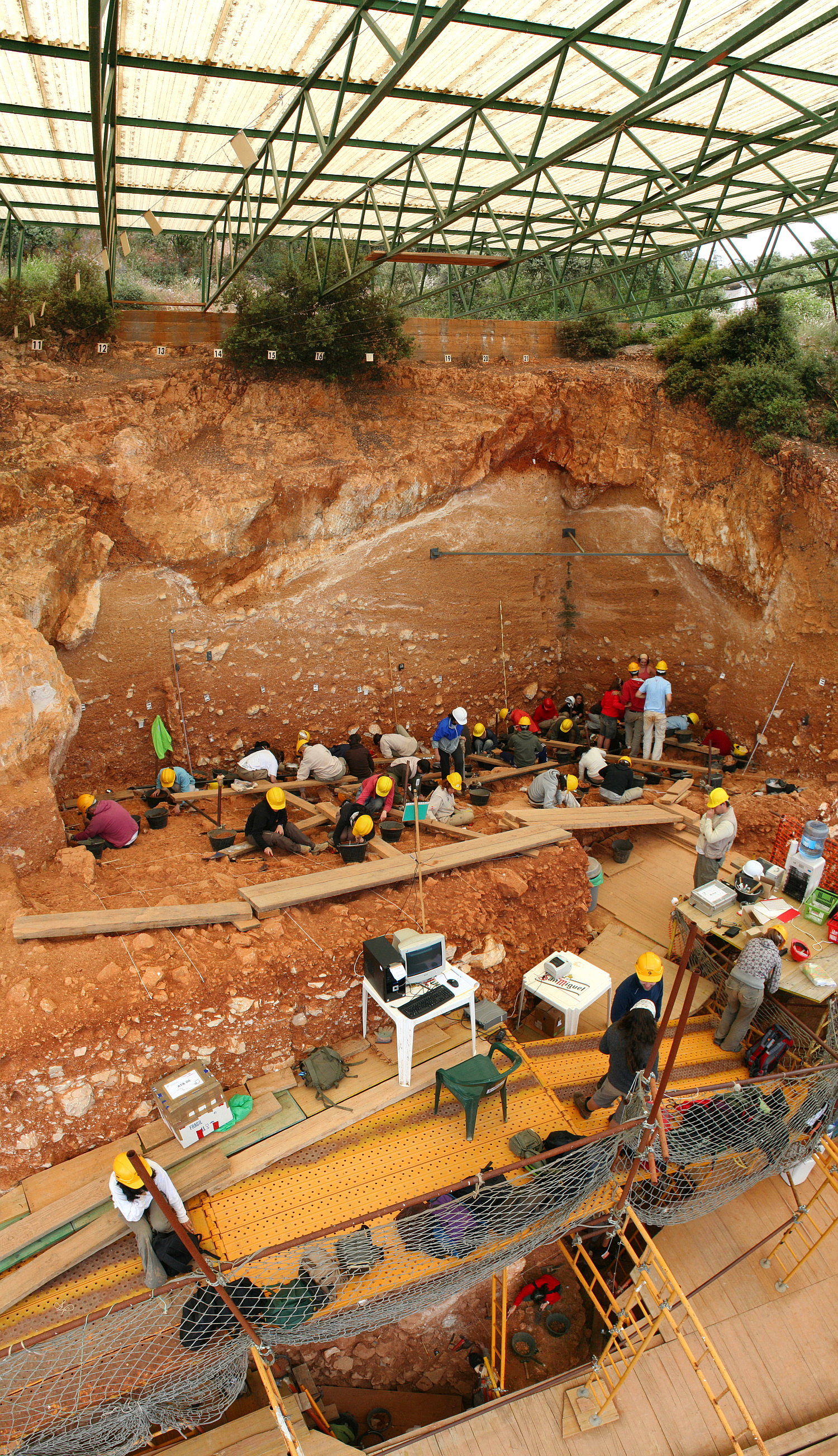
Excavación del yacimiento de Gran Dolina, en Atapuerca (España).

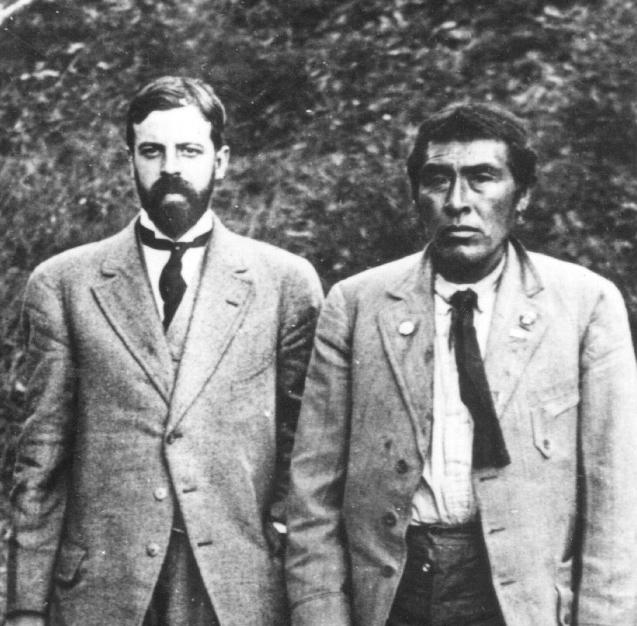
La antropología social se orientó en su inicio a la investigación de las sociedades no occidentales. En la imagen Alfred Kroeber e Ishi, el último yahi, en 1911.

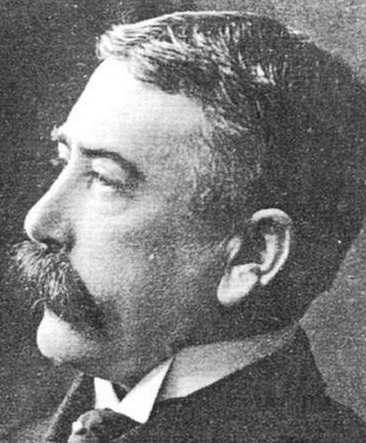
Saussure (en la imagen) sentó los antecedentes del gran desarrollo de la lingüística moderna, cuyos aportes han sido aprovechados especialmente por los antropólogos sociales.

Londres, fue una de las primeras ciudades analizadas desde el enfoque de la Antropología Urbana.

La Antropología, como ciencia que abarca los fenómenos del ser humano como parte de una sociedad, se ha diversificado en sus métodos y sus teorías. La diversificación obedece al interés por rendir mejor cuenta de los procesos que enfrenta la especie en diversas dimensiones. De acuerdo con la American Anthropological Association (AAA), los cuatro campos de la Antropología son la Antropología biológica, la Antropología cultural, la Arqueología y la Antropología lingüística.
La Antropología biológica o física es el campo de la Antropología que se especializa en el estudio de los seres humanos desde el punto de vista evolutivo y adaptativo. Al adoptar una postura evolucionista, los antropólogos físicos pretenden dar cuenta no solo de los grandes cambios en los aspectos biológicos del ser humano —lo que se llama hominización—, sino en los pequeños cambios que se observan entre poblaciones humanas. La diversidad física del ser humano incluye cuestiones como la pigmentación de la piel, las formas de los cráneos, la talla promedio de un grupo, tipo de cabello y otras cuestiones numerosas. Para abordar esta diversidad, la Antropología física no solo echa mano de estudios propiamente anatómicos, sino las interacciones entre los seres humanos y otras especies, animales y vegetales, el clima, cuestiones relativas a la salud y la interacción entre distintas sociedades. El campo de la Antropología biológica también es interés de otras ciencias con las que mantiene un diálogo, por ejemplo, con la Primatología (estudio científico de los primates), la Demografía, la Ecología o las ciencias de la salud. Cuenta entre sus especializaciones a la Paleoantropología y la Antropología médica.
La Arqueología es una de las ciencias antropológicas con mayor difusión entre el público no especializado. Se trata del estudio científico de los vestigios del pasado humano. Podría decirse que este interés se ha encontrado en diversas épocas y lugares, aunque la Arqueología tiene un antecedente muy claro en el coleccionismo de antigüedades en las sociedades europeas. Para lograr sus propósitos, los arqueólogos indagan en depósitos de estos materiales que son llamados yacimientos arqueológicos —o «sitios arqueológicos», calcado del inglés archaeological site— a los que se accede normalmente por excavaciones. A pesar de los estereotipos sobre los arqueólogos —a los que se suele imaginar como una especie de Indiana Jones— y los lugares comunes sobre lo que es la Arqueología, el método arqueológico no comprende únicamente las técnicas de excavación. Ante todo se trata de interpretar los hallazgos, tanto en relación con su contexto arqueológico como en relación con los conocimientos ya comprobados, la historia del yacimiento y otros elementos.
La Antropología social, cultural o Etnología estudia el comportamiento humano, la cultura, las estructuras de las relaciones sociales. En la actualidad la antropología social se ha volcado al estudio de Occidente y su cultura. Aunque para los antropólogos de los países centrales (EE. UU., Gran Bretaña, Francia, etc.) este es un enfoque nuevo, hay que señalar que esta práctica es común en la antropología de muchos países latinoamericanos (como ejemplo, la obra de Darcy Ribeiro sobre el Brasil, la de Guillermo Bonfil Batalla y Gonzalo Aguirre Beltrán sobre México, etc.). Dependiendo de si surge de la tradición anglosajona se conoce como antropología cultural y, si parte de la escuela francesa, entonces se le denomina etnología. Quizá se haya distinguido de la antropología social en tanto que su estudio es esencialmente dirigido al análisis de la otredad (condición de ser otro) en tanto que el trabajo de la antropología social resulta generalmente más inmediato. Uno de sus principales exponentes es Claude Lévi-Strauss, quien propone un análisis del comportamiento del ser humano basado en un enfoque estructural en el que las reglas de comportamiento de todos los sujetos de una determinada cultura son existentes en todos los sujetos a partir de una estructura invisible que ordena a la sociedad.[cita requerida]
La Antropología lingüística o Lingüística antropológica estudia los lenguajes humanos. Dado que el lenguaje es una amplia parte constitutiva de la cultura, los antropólogos la consideran como una disciplina separada. Los lingüistas se interesan en el desarrollo de las lenguas. Así mismo, se ocupan en las diferencias de los lenguajes vivos, cómo se vinculan o difieren, y en ciertos procesos que explican las migraciones y la difusión de la información. También se preguntan sobre las formas en que el lenguaje se opone o refleja otros aspectos de la cultura.
Dentro de las ciencias sociales, disciplinas como la lingüística y la antropología han mantenido una relación que ha tomado la forma de un complejo proceso articulatorio influido a lo largo del tiempo por las distintas condiciones históricas, sociales y teóricas imperantes. La lingüística, al igual que la etnología, la arqueología, la antropología social, la antropología física y la historia, es una de las disciplinas que conforman el campo de la antropología desde algunas perspectivas. La lingüística estudia el lenguaje para encontrar sus principales características y así poder describir, explicar o predecir los fenómenos lingüísticos. Dependiendo de sus objetivos, estudia las estructuras cognitivas de la competencia lingüística humana o la función y relación del lenguaje con factores sociales y culturales.
La relación entre la lingüística y la antropología ha respondido a distintos intereses. Durante el siglo XIX y la primera mitad del XX, la antropología y la lingüística comparativa intentaban trazar las relaciones genéticas y el desarrollo histórico de las lenguas y familias lingüísticas. Posteriormente, la relación entre las dos disciplinas tomó otra perspectiva por la propuesta desde el estructuralismo. Los modelos lingüísticos fueron adoptados como modelos del comportamiento cultural y social en un intento por interpretar y analizar los sistemas socioculturales, dentro de las corrientes de la antropología. La tendencia estructural pudo proponerse por la influencia de la lingüística, tanto en lo teórico como en lo metodológico. Sin embargo, al excluir las condiciones materiales y el desarrollo histórico, se cuestionó que la cultura y la organización social pudieran ser analizadas del mismo modo que un código lingüístico, tomando al lenguaje como el modelo básico sobre el que se estructura todo el pensamiento o clasificación.
No obstante estos puntos de vista diferentes, se puede llegar a acercamientos productivos reconociendo que la cultura y la sociedad son producto tanto de condiciones objetivas o materiales como de construcciones conceptuales o simbólicas. De esta forma, la interacción entre estas dos dimensiones nos permite abordar a los sistemas socioculturales como una realidad material a la vez que una construcción conceptual. Las lenguas implican o expresan teorías del mundo y, por tanto, son objetos ideales de estudio para los científicos sociales. El lenguaje, como herramienta conceptual, aporta el más complejo sistema de clasificación de experiencias, por lo que cada teoría, sea ésta antropológica, lingüística o la unión de ambas, contribuye a nuestra comprensión de la cultura como un fenómeno complejo, ya que «el lenguaje es lo que hace posible el universo de patrones de entendimiento y comportamiento que llamamos cultura. Es también parte de la cultura, ya que es transmitido de una generación a otra a través del aprendizaje y la imitación, al igual que otros aspectos de la cultura».[cita requerida]
Roman Jakobson plantea que «los antropólogos nos prueban, repitiéndolo sin cesar, que lengua y cultura se implican mutuamente, que la lengua debe concebirse como parte integrante de la vida de la sociedad y que la lingüística está en estrecha conexión con la antropología cultural». Para él, la lengua, como el principal sistema semiótico, es el fundamento de la cultura: «Ahora sólo podemos decir con nuestro amigo McQuown que no se da igualdad perfecta entre los sistemas de signos, y que el sistema semiótico primordial, básico y más importante, es la lengua: la lengua es, a decir verdad, el fundamento de la cultura. Con relación a la lengua, los demás sistemas de símbolos no pasan de ser o concomitantes o derivados. La lengua es el medio principal de comunicación informativa».

### Ramas y subramas
A su vez, cada una de estas cuatro ramas principales se subdivide en innumerables subramas que muchas veces interactúan entre sí.
De la antropología cultural o social (también conocida como antropología sociocultural), se desprenden:
- Antropología urbana: Hace referencia el estudio etnográfico y transcultural de la urbanización global y de la vida en las ciudades. Es una subdisciplina enseñada en la mayoría de las universidades del mundo.[11] Las Áreas Metropolitanas se han constituido en los lugares objeto de estudio de las investigaciones sobre temas como la etnicidad, la pobreza, el espacio público, las clases y las variaciones subculturales.[12]

- Antropología del parentesco: esta rama se enfoca en las relaciones de parentesco, entendido como un fenómeno social, y no como mero derivado de las relaciones biológicas que se establecen entre un individuo, sus progenitores y los consanguíneos de éstos; se trata de una de las especialidades más antiguas de la antropología, y de hecho está relacionada con el quehacer de los primeros antropólogos evolucionistas del siglo XIX.

- Antropología de la religión: Estudia los sistemas religiosos y de creencias.

- Antropología filosófica: es una rama de la filosofía alemana y no de la Antropología científica que, principalmente, se ocupa de las incertidumbres de índole ontológica, centrado su atención en el ser humano, tomando en cuenta una variedad de aspectos de la existencia humana, pasada y presente, combinando estos materiales diversos en un abordaje íntegro del problema de la existencia humana. Además, se pregunta por la naturaleza fundamental de su ser, se pregunta lo que diferencia al ser humano de todos los demás seres, cómo se define a través de su existencia histórica, etc. Tales interrogantes fundamentales de la antropología filosófica pueden ser condensadas en una pregunta radical: ¿Qué es el ser humano?

- Además de: antropología económica, antropología política, aplicada, rural, urbana, visual, todas las que deben entenderse como enfoques o puntos de partida diversos para analizar los fenómenos sociales.

De la antropología física (también como antropología biológica), se desprenden:
- Antropología forense: Se encarga de la identificación de restos humanos esqueletizados dado su amplia relación con la biología y variabilidad del esqueleto humano. También puede determinar, en el caso de que hayan dejado marcas sobre los huesos, las causas de la muerte, para tratar de reconstruir la mecánica de hechos y la mecánica de lesiones, conjuntamente con el arqueólogo forense, el criminalista de campo y médico forense, así como aportar, de ser posible, elementos sobre la conducta del victimario por medio de indicios dejados en el lugar de los hechos y el tratamiento perimortem y post mortem dado a la víctima.
- Paleoantropología: Se ocupa del estudio de la evolución humana y sus antepasados fósiles u homínidos antiguos. A veces, también puede ser conocida como paleontología humana.
- Antropología genética: Se la define como la aplicación de técnicas moleculares para poder entender la evolución homínida, en particular la humana, relacionándolas con otras criaturas no humanas.

Autores como Lorena Campo (2008: 38), consideran a la arqueología como rama que se desprende de la antropología cultural. En todo caso, de la arqueología se pueden citar las siguientes subramas:
- Arqueoastronomía: Es el estudio de yacimientos arqueológicos relacionados con el estudio de la astronomía por culturas antiguas. También estudia el grado de conocimientos astronómicos poseído por los diferentes pueblos antiguos. Uno de los aspectos de esta disciplina es el estudio del registro histórico de conocimientos astronómicos anterior al desarrollo de la moderna astronomía.
- Arqueología subacuática: Sigue los preceptos de la arqueología terrestre pero se dedica, a través de las técnicas de buceo, a desentrañar antiguas culturas cuyos restos materiales que, por una u otra razón, se encuentran actualmente bajo el agua.
- Antropología evolucionista: es el estudio interdisciplinario de la evolución de la fisiología humana y el comportamiento humano y la relación entre los  homínidos y los primates no homínidos. La antropología evolucionista, se basa en las ciencias naturales y las ciencias sociales. Varios campos y disciplinas incluyen:
  - La antropología de la evolución humana y la antropogenía.
  - La paleoantropología y la paleontología.
  - La primatología de etología y paleontología de los primates.
  - La evolución cultural del comportamiento humano.
  - El estudio arqueológico de la tecnología humana y el cambio sobre tiempo y espacio.
  - La genética humana evolucionista y los cambios en el genoma humano durante el tiempo.
  - La neurociencia cognitiva y neuroantropología de la cognición, las acciones y las capacidades de los primates y humanos.
  - La ecología del comportamiento y la interacción entre humanos y el medio ambiente.
  - Los estudios de la anatomía humana ósea, la endocrinología y la neurobiología y las diferencias y cambios entre especies, la variación entre grupos humanos y relaciones a factores culturales.

La antropología evolucionista está relacionada con la evolución biológica y cultural de los humanos, pasados y presentes. Está basada en un enfoque científico, y une campos como la arqueología, la ecología del comportamiento, la psicología, la primatología y la genética. Es un campo dinámico e interdisciplinario, aprovechándose de muchas líneas de evidencia para comprender la experiencia humana, pasada y presente.
Generalmente los estudios de la evolución biológica están relacionados con la evolución de la forma humana. La evolución cultural supone el estudio del cambio cultural sobre el tiempo y el espacio e incorpora los modelos de transmisión cultural con frecuencia. Nota que la evolución cultural no es la misma que la evolución biológica, y que la cultura humana supone la transmisión de información cultural, que comporte en maneras distintas de la biología humana y la genética. El estudio del cambio cultural se realiza cada vez más tras cladística y los modelos genéticos.
Cada una de las ramas ha tenido un desarrollo propio en mayor o menor medida. La diversificación de las disciplinas no impide, por otro lado, que se hallen en interacción permanente unas con otras. Los edificios teóricos de las disciplinas antropológicas comparten como base su interés por el estudio de la humanidad. Sin embargo, metonímicamente en la actualidad, cuando se habla de antropología, por antonomasia se hace referencia a la antropología social.

## El origen de la pregunta antropológica
La pregunta antropológica es ante todo una pregunta por el otro. Y en términos estrictos, está presente en todo individuo y en todo grupo humano, en la medida en que ninguna de las dos entidades puede existir como aislada, sino en relación con el otro. Ese otro es el referente para la construcción de la identidad, puesto que ésta se construye por «oposición a» y no «a favor de». La preocupación por aquello que genera las variaciones de sociedad en sociedad es el interés fundador de la antropología moderna. De esa manera, para Krotz el «asombro» es el pilar del interés por lo «otro» (alter), y son las «alteridades» las que marcan tal contraste binario entre los seres humanos.
A pesar de que todos los pueblos comparten esta inquietud, es en Occidente donde, por condiciones históricas y sociales particulares se ha documentado de manera más notable. Es innegable que ya Hesíodo, Heródoto, y otros clásicos indagaban en estas diferencias. Sin embargo, cuando Europa se halló frente a pueblos desconocidos y que resultaban tan extraordinarios, interpretó estas exóticas formas de vida ora fascinada, ora sobrecogida.

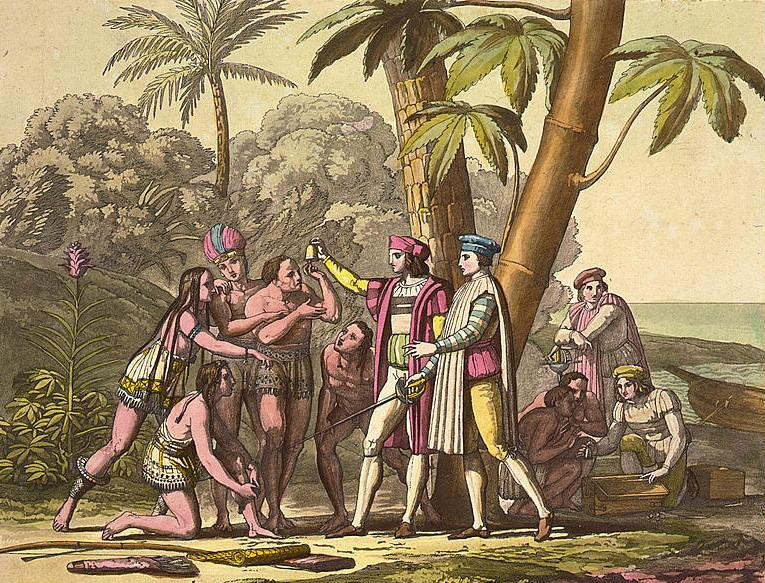
Colón toma posesión del «Nuevo Mundo».

La Conquista de América constituye un gran hito de la pregunta antropológica moderna. Los escritos de Cristóbal Colón y otros navegantes revelan el choque cultural en que se vio inmersa la vieja Europa. Especial importancia tienen los trabajos de los misioneros indianos en México, Perú, Colombia y Argentina en los primeros acercamientos a las culturas aborígenes. De entre ellos destaca Bernardino de Sahagún, quien emplea en sus investigaciones un método sumamente riguroso, y lega una obra donde hay una separación bien clara entre su opinión eclesiástica y los datos de sus «informantes» sobre su propia cultura. Esta obra es la Historia general de las cosas de la Nueva España.
Con los nuevos descubrimientos geográficos se desarrolló el interés hacia las sociedades que encontraban los exploradores. En el siglo XVI el ensayista francés Montaigne se preocupó por los contrastes entre las costumbres en diferentes pueblos.
En 1724 el misionero jesuita Lafitau publicó un libro en el que comparaba las costumbres de los indios americanos con las del mundo antiguo. En 1760 Charles de Brosses describe el paralelismo entre la religión africana y la del Antiguo Egipto. En 1748 Montesquieu publica El espíritu de las leyes basándose en lecturas sobre costumbres de diferentes pueblos. En el siglo XVIII, fue común la presencia de relatores históricos, los cuales, a modo de crónica, describían sus experiencias a través de viajes de gran duración a través del mundo. El siglo XIX vio el comienzo de viajes emprendidos con el fin de observar otras sociedades humanas. Viajeros famosos de este siglo fueron Bastian (1826-1905) y Ratzel (1844-1904). Ratzel fue el padre de la teoría del difusionismo que consideraba que todos los inventos se habían extendido por el mundo por medio de migraciones, esta teoría fue llevada al absurdo por su discípulo Frobenius (1873-1938) que pensaba que todos los inventos básicos se hicieron en un solo sitio: Egipto.
En la era moderna, Charles Darwin y sucesos históricos como la Revolución industrial contribuirían al desarrollo de la antropología como una disciplina científica.

### Antropología moderna
Para el establecimiento de una ciencia que incorporase las teorías filosóficas y los programas generales ya elaborados, serían necesarios ciertos avances metodológicos que no tuvieron lugar hasta finales del siglo XVIII y comienzos del siglo XIX. En esta época se produjeron las primeras clasificaciones raciales sistemáticas, como las de Linneo (1707-1778) y J. Blumenbach (1752-1840). Durante este mismo período surgió la lingüística moderna, dominada durante el s. XIX por la idea de que los idiomas podían clasificarse en familias y que los pertenecientes a una misma familia eran ramas de un tronco común más antiguo. Ello dio lugar al desarrollo de métodos comparativos sistemáticos con el fin de poder reconstruir el idioma ancestral.

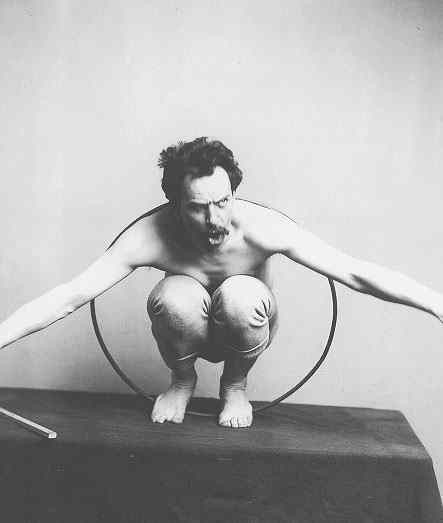
Aquí se aprecia a Boas posando como la “danza canibal” de los indígenas Kwaklutl, durante una exhibición en el National Museum of Natural History, en 1895.

La regularidad de las correspondencias fonéticas en idiomas emparentados fue presentada primero por R. Rask (1787-1832) y divulgada por J. Grimm (1785-1863) a comienzos del s. XIX, con lo que contribuyeron a consolidar la idea general de la existencia de regularidades en el cambio cultural humano.
Otro tipo de descubrimientos realizados en este período ampliaron de manera importante el horizonte temporal del desarrollo humano y otorgaron legitimidad a la idea de un progreso cultural gradual. Por una parte, el desciframiento de la escritura egipcia por Jean-François Champollion (1790-1832), en 1821, alteró de forma radical las ideas tradicionales acerca de la antigüedad del ser humano. Posteriormente, a mediados del s. XIX, se reconoció la validez del descubrimiento de Boucher de Perthes (1788- 1868) de utensilios humanos del Paleolítico, contemporáneos de mamíferos ya extinguidos. De este modo, la arqueología y las teorías de Darwin concurrían en ofrecer una imagen del ser humano como la de un ser sólidamente anclado entre las demás especies animales del pasado, que pasa de ser un antropoide carente de atributos culturales a transformarse en ser humano a lo largo de un prolongado período de cientos de miles de años.
Durante la primera mitad del s. XIX la antropología comenzó a adquirir el rango de disciplina científica independiente y se crean las primeras sociedades etnológicas o antropológicas en Inglaterra, Francia y Alemania. En este último país, la palabra «Kultur» adquiere el sentido técnico que reviste en la actualidad. Posteriormente el término fue introducido en el mundo de habla inglesa por E.B. Tylor en su obra clásica La cultura primitiva (Primitive Culture), publicada en 1871. En una tan detallada como amplia panorámica de la evolución cultural humana y con una clara exposición de las perspectivas teóricas de una ciencia de la cultura, el libro de Tylor representa una obra fundacional en el desarrollo de la antropología moderna.

## Código de ética y política en antropología

Logo de la Asociación Americana de Antropología.

Algunos problemas éticos surgen de la sencilla razón de que los antropólogos tienen más poder que los pueblos que estudian. Se ha argumentado que la disciplina es una forma de colonialismo en la cual los antropólogos obtienen poder a expensas de los sujetos. Según esto, los antropólogos adquieren poder explotando el conocimiento y los artefactos de los pueblos que investigan. Estos, por su parte, no obtienen nada a cambio, y en el colmo, llevan la pérdida en la transacción. De hecho, la llamada escuela británica estuvo ligada explícitamente, en su origen, a la administración colonial. 
Otros problemas son derivados también del énfasis en el relativismo cultural de la antropología estadounidense y su añeja oposición al concepto de raza. El desarrollo de la sociobiología hacia finales de la década de 1960 fue objetado por antropólogos culturales como Marshall Sahlins, quien argumentaba que se trataba de una posición reduccionista. Algunos autores, como John Randal Baker, continuaron con el desarrollo del concepto biológico de raza hasta la década de 1970, cuando el nacimiento de la genética se volvió central en este frente.
En tanto que la genética ha avanzado como ciencia, algunos genetistas como Luca Cavalli-Sforza han desterrado el concepto de raza de acuerdo con los nuevos descubrimientos (tales como el trazo de las migraciones antiguas por medio del ADN de la mitocondria y del cromosoma Y).
La antropología estadounidense tiene una historia de asociaciones con las agencias gubernamentales de inteligencia y la política antibelicosa. Boas rechazó públicamente la participación de los Estados Unidos en la Primera Guerra Mundial, lo mismo que la colaboración de algunos antropólogos con el servicio de inteligencia de Estados Unidos. En contraste, muchos antropólogos contemporáneos de Boas fueron activos participantes en estas guerras de múltiples formas. Entre ellos se cuentan las docenas de antropólogos que sirvieron en la Oficina de Servicios Estratégicos y la Oficina de Información de Guerra. Como ejemplo, Ruth Benedict escribió El crisantemo y la espada, un informe sobre la cultura japonesa realizado a pedido del Ejército de los Estados Unidos. 

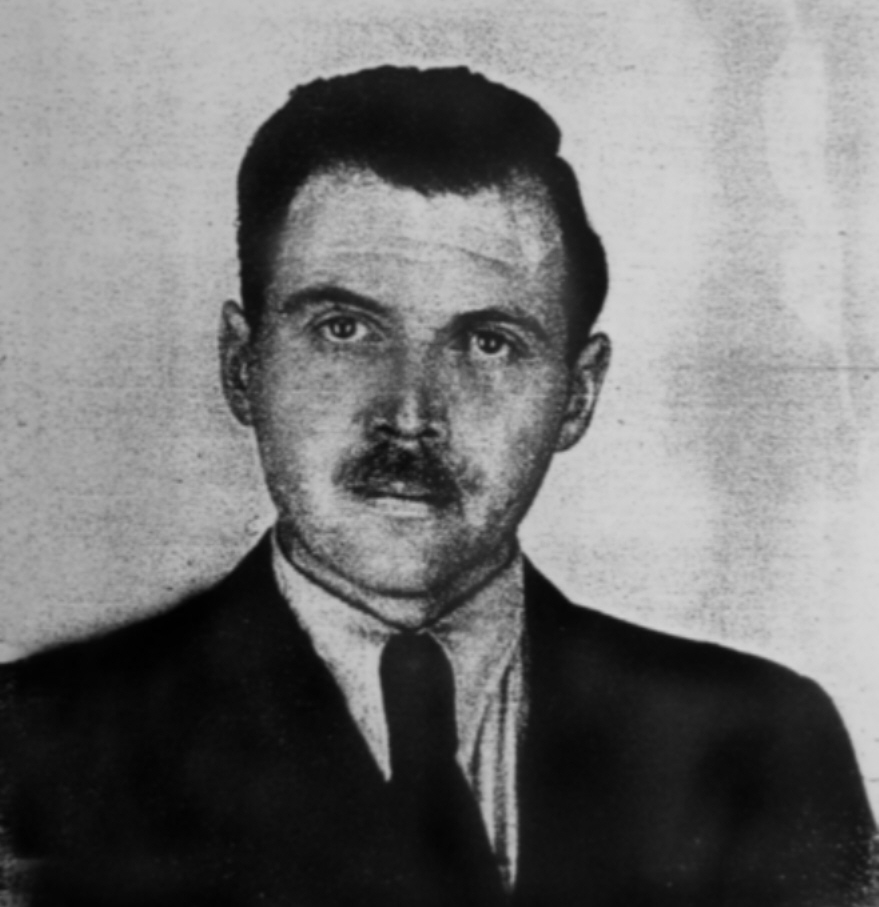
Fotografía del antropólogo Josef Mengele. A veces la antropología puede ser utilizada con fines perversos, tal y como hizo durante el Holocausto.

En 1950 la Asociación Antropológica Estadounidense (AAA) proveyó a la CIA información especializada de sus miembros, y muchos participaron en la Operación Camelot en Latinoamérica y la guerra de Vietnam. Aunque en aquellos años, varios otros antropólogos estuvieron sumamente activos en el movimiento pacifista e hicieron pública su oposición en la American Anthropological Association, condenando el involucramiento del gremio en operaciones militares encubiertas. 
Hoy en día, los colegios profesionales de antropólogos censuran el servicio estatal de la antropología y su deontología les puede impedir a los antropólogos dar conferencias secretas con fines colonizadores. La Asociación Británica de Antropología Social, ha calificado ciertas becas éticamente peligrosas, por ejemplo, ha condenado el programa de la CIA «Pat Roberts Intelligence Scholars Program», que patrocina a estudiantes de antropología en las universidades de Estados Unidos en preparación a tareas de espionaje para el gobierno. La Declaración de Responsabilidad Profesional de la American Anthropological Association afirma claramente que «en relación con el gobierno propio o anfitrión (...) no deben aceptarse acuerdos de investigaciones secretas, reportes secretos o informes de ningún tipo».
Los antropólogos, junto con otros científicos sociales, han trabajado con los militares de EE. UU. como parte de la estrategia del Ejército de EE. UU. en Afganistán, este programa de intervención se denomina: Human Terrain System.

## Ramas principales
- Antropología cultural o social o etnología
- Arqueología
- Antropología física o biológica
- Lingüística antropológica

## Teorías, corrientes, escuelas antropológicas
- Positivismo
- Evolucionismo social
- Evolucionismo cultural
- Difusionismo
- Determinismo
- Particularismo histórico
- Escuela Sociológica Francesa
- Funcionalismo
- Funcionalismo estructuralista
- Estructuralismo
- Antipositivismo
- Neoevolucionismo
- Relativismo cultural
- Marxismo antropológico
- Escuela culturalista
- Etnometodología
- Indigenismo
- Interaccionismo simbólico
- Postestructuralismo
- Deconstrucción
- Teoría de sistemas

## Métodos y técnicas de investigación
- Investigación cualitativa
- Etnografía
- Investigación cuantitativa
- Metodología arqueológica
- Trabajo de campo
- Holismo
- Diario de campo
- Etnología
- Entrevista (investigación)
- Observación participante
- Osteología
- Excavación
- Antropometría

## Autores principales
- Alberto Rex González
- Alfred Kroeber
- Alfred Reginald Radcliffe-Brown
- Anne Chapman
- Bronisław Malinowski
- Bruno Latour
- Carlos Martínez Sarasola
- Carlota Sempé
- Clark Wissler
- Claude Lévi-Strauss
- Clifford Geertz
- Daniel Miller
- Edward Burnett Tylor
- Edward Evan Evans-Pritchard
- Edward Sapir
- Esther Hermitte
- Evelia Edith Oyhenart
- Federico Kauffmann Doig
- Francisco Raúl Carnese
- Franz Boas
- Georges Balandier
- Gustavo Politis
- Helen Fisher
- Herbert Spencer
- Héctor Mario Pucciarelli
- Hugo Ratier
- James George Frazer
- Johann Jakob Bachofen
- Julian Steward
- Karl Polanyi
- Lewis Henry Morgan
- Leslie White
- Louis Leakey
- Manuel Gamio
- Marcel Mauss
- Margaret Mead
- Marshall Sahlins
- Marvin Harris
- Mary Douglas
- Mary Leakey
- Maurice Godelier
- Melville Herskovits
- Néstor García Canclini
- Philippe Descola
- Pierre Bourdieu
- Pierre Clastres
- Ralph Linton
- Renato Rosaldo
- Rita Segato
- Rodolfo Kusch
- Rosana Guber
- Ruth Benedict
- Sherry Ortner
- Tim Ingold

## Temas más estudiados
- Aculturación
- Alteridad
- Brujería
- Capacidad intercultural
- Cerámica
- Chamanismo
- Choque cultural
- Colonialismo
- Comportamiento
- Comunicación intercultural
- Contacto cultural
- Cosmovisión
- Costumbre
- Cultura
- Desigualdad
- Diversidad cultural
- Drogas ancestrales
- Ecología cultural
- Educación intercultural
- Endoculturación
- Etnabotánica
- Etnia
- Etnolingüística
- Etnomusicología
- Etnoarqueología
- Etnocentrismo
- Evolución humana
- Exotismo
- Excavación
- Familia
- Genocidio
- Globalización
- Hominización
- *Humanización
- Identidad cultural
- Institución
- Interculturalidad
- Magia
- Matriarcado
- Mito
- Modernidad
- Netnografía
- Neuroantropología
- Parentesco
- Posmodernidad
- Proxémica
- Razas humanas
- Ritual
- Rito
- Sexualidad humana
- Síndrome cultural
- Sociedad
- Organización social
- Tabú
- Transculturación
- Género